# الرابطة التونسية المحترفة لكرة القدم للسيدات 2023–24
الرابطة التونسية المحترفة لكرة القدم للسيدات 2023–24 هو الموسم 18 من بطولة الرابطة التونسية المحترفة لكرة القدم للسيدات. يلعب أفضل 14 ناديا تونسيا مقسمين على مجموعتين ضد بعضها البعض مرتين ذهابا وإيابا ويتأهل أصحاب المركز الأول والثاني من كل مجموعة إلى مرحلة التتويج و اللعب من أجل التتويج بالبطولة في شكل بطولة مصغرة و  في ملاعب محايدة وأصحاب المركز الثالث و الرابع من كل مجموعة إلى اللعب من أجل التتويج بلقب كأس الرابطة في شكل بطولة مصغرة و في ملاعب محايدة وأصحاب المركز الخامس و السادس من كل مجموعة إلى اللعب من أجل التتويج بكأس الاتحاد الوطني للمرأة في شكل بطولة مصغرة و في ملاعب محايدة. نادي الجمعية الرياضية النسائية ببوحجلة هو حامل اللقب وخصومه الرئيسيين للفوز النهائي هم الجمعية الرياضية النسائية بالساحل و الجمعية الرياضية النسائية بسوسة و الجمعية الرياضية لبنك الإسكان.

## الأندية المشاركة

### مجموعة الشمال
- الجمعية الرياضية لبنك الإسكان
- الجمعية الرياضية النسائية ببوحجلة
- الجمعية الرياضية النسائية بسوسة
- مستقبل الجريصة لكرة القدم النسائية
- الاتحاد الرياضي التونسي
- الجمعية الرياضية النسائية بمنزل بورقيبة
- الجمعية الرياضية النسائية بالساحل

### مجموعة الجنوب
- الجمعية الرياضية النسائية بقفصة
- الجمعية الرياضية النسائية بالقطار
- الجمعية الرياضية النسائية بمدنين
- المجد الرياضي بسيدي بوزيد
- الجمعية الرياضية النسائية بسبيطلة
- الجوهرة الرياضية النسائية بصفاقس
- الجمعية الرياضية النسائية بسبيبة

## روابط خارجية
- الموقع الرسمي للجامعة التونسية لكرة القدم.
- الرابطة التونسية المحترفة لكرة القدم للسيدات على موقع مؤسسة إحصاءات وثيقة لرياضة كرة القدم